# Six degrees of separation (hypothese)

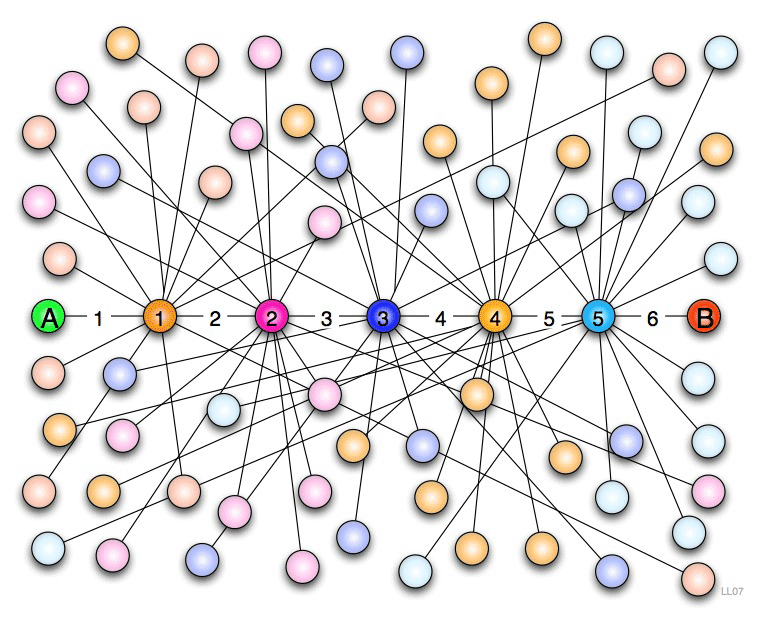
Door een netwerk, met maximaal vijf tussenschakels, is eenieder op aarde met elkaar verbonden

Six degrees of separation (letterlijk "zes graden van verwijdering") is de hypothese dat iedere levende persoon op aarde maximaal zes stappen van elke andere persoon verwijderd is in de graaf van persoonlijke kennis: om van de ene persoon naar de andere te komen, zijn nooit meer dan vijf tussenpersonen nodig. Er is divers onderzoek gedaan om deze hypothese empirisch of theoretisch te onderbouwen.

## Ontstaan
Frigyes Karinthy, een populaire Hongaarse schrijver en vertaler, gebruikt het begrip als eerste in zijn korteverhalenbundel Everything is Different (1929). Hij gaat ervan uit dat de mensheid een netwerk is waarin alle mensen via maximaal vijf tussenpersonen en zes tussenstappen met elkaar verbonden zijn. Het begrip krijgt een bredere bekendheid vanaf het moment dat John Guare het in 1990 als titel voor zijn toneelstuk gebruikt.

## Onderzoek
De hypothese heeft tot divers onderzoek geleid, met als doel om te bepalen of ze ontzenuwd dan wel bevestigd kan worden. Een computersimulatie, uitgevoerd met relatief eenvoudige computers in 1973, voorspelde dat er over de gehele populatie van de V.S. alle mensen met elkaar contact zouden kunnen maken binnen 3 stappen.

### Small world experiment
Een studie die bekendstaat als het small world experiment van Stanley Milgram werd uitgevoerd om deze vermeende verbondenheid empirisch te meten. Ook uit de studie van Milgram kwam eerder een afstand van drie stappen als gemiddelde binnen de VS, waarbij hij niet speculeerde over het benodigde aantal stappen binnen de gehele wereld. Milgram gebruikte in zijn breed bekend geworden publicatie nergens de term "six degrees of separation." Tegenstanders beweren bovendien dat Milgrams experiment geen bewijs vormde voor een dergelijk verband.

### Computernetwerken
In 2001 probeerde Duncan Watts, professor aan de Columbia-universiteit, Milgrams experiment opnieuw uit te voeren op het internet. Hij gebruikte een e-mailbericht als het “pakketje” dat moest worden afgeleverd met 48.000 afzenders en 19 doelen in 157 landen. Watts stelde vast dat het gemiddeld aantal tussenstappen ongeveer zes was. Een andere studie uit 2007 door Jure Leskovec en Eric Horvitz onderzocht een dataset van berichten bestaande uit 30 miljard gesprekken tussen 240 miljoen mensen. Ze concludeerden dat de gemiddelde weglengte onder Microsoft Messenger-gebruikers zes was.

### Onderzoek Columbia-universiteit
In 2003 begon de Columbia-universiteit met een experiment naar sociale verbanden tussen e-mailgebruikers. Het experiment heette ‘the Columbia Small World Project’ en omvatte 24.163 e-mailketens die gericht waren op 18 doelen uit 13 verschillende landen over de hele wereld. Bijna 100.000 mensen registreerden zich, maar slechts 384 (3%) van de verzonden mails bereikte het einddoel. Onder de succesvolle ketens bereikten sommigen het doel pas na 7, 8, 9 of 10 stappen. Dodds merkte in zijn conclusies over het onderzoek op dat de deelnemers, allemaal vrijwilligers, een beperkte selectie waren van alle internetgebruikers, namelijk afkomstig uit Noord-Amerika, middenklasse, met een college opleiding etc. Bovendien concludeerde Dodds dat de onderlinge verbondenheid van deze proefpersonen op basis van professionele banden veel sterker was dan verbondenheid binnen familie of vriendschappen. De auteurs duiden “het gebrek aan interesse” aan als de bepalende factor in het hoge uitvalpercentage.

### Facebookonderzoek
Het datateam van Facebook publiceerde in november 2011 twee artikelen, waaruit bleek dat tussen alle Facebookgebruikers ten tijde van het onderzoek (721 miljoen gebruikers met 69 miljard vriendschaplinks) de gemiddelde afstand 4,74 bedroeg.

## Wiskundig onderzoek
In de jaren 50 schreven Ithiel de Sola Pool en Manfred Kochen Contacts and Influences. Hierin bedachten ze wiskundige modellen over de structuur van sociale netwerken.
Het concept van dit netwerk met maximaal vijf tussenschakels is gebaseerd op het idee dat het aantal kenniskringen exponentieel toeneemt met het aantal schakels in de netwerkketen, vergelijkbaar met wat de vrienden van de Hongaarse wiskundige Paul Erdős verzonnen: het erdősgetal.

## Varia
- Six degrees of separation is tevens de titel van een biografische documentaire over de Britse muzikant, acteur en komniek Marty Feldman.